# Nagurus lavis
Nagurus lavis är en kräftdjursart som beskrevs av Schultz1982. Nagurus lavis ingår i släktet Nagurus och familjen Trachelipodidae. Inga underarter finns listade i Catalogue of Life.